# Oscar du meilleur acteur dans un second rôle
L'Oscar du meilleur acteur dans un second rôle (en anglais, Academy Award for Best in a Supporting Role) est une récompense cinématographique américaine décernée chaque année depuis 1937 par l'Academy of Motion Picture Arts and Sciences (AMPAS), laquelle décerne également tous les autres Oscars du cinéma.

## Règles

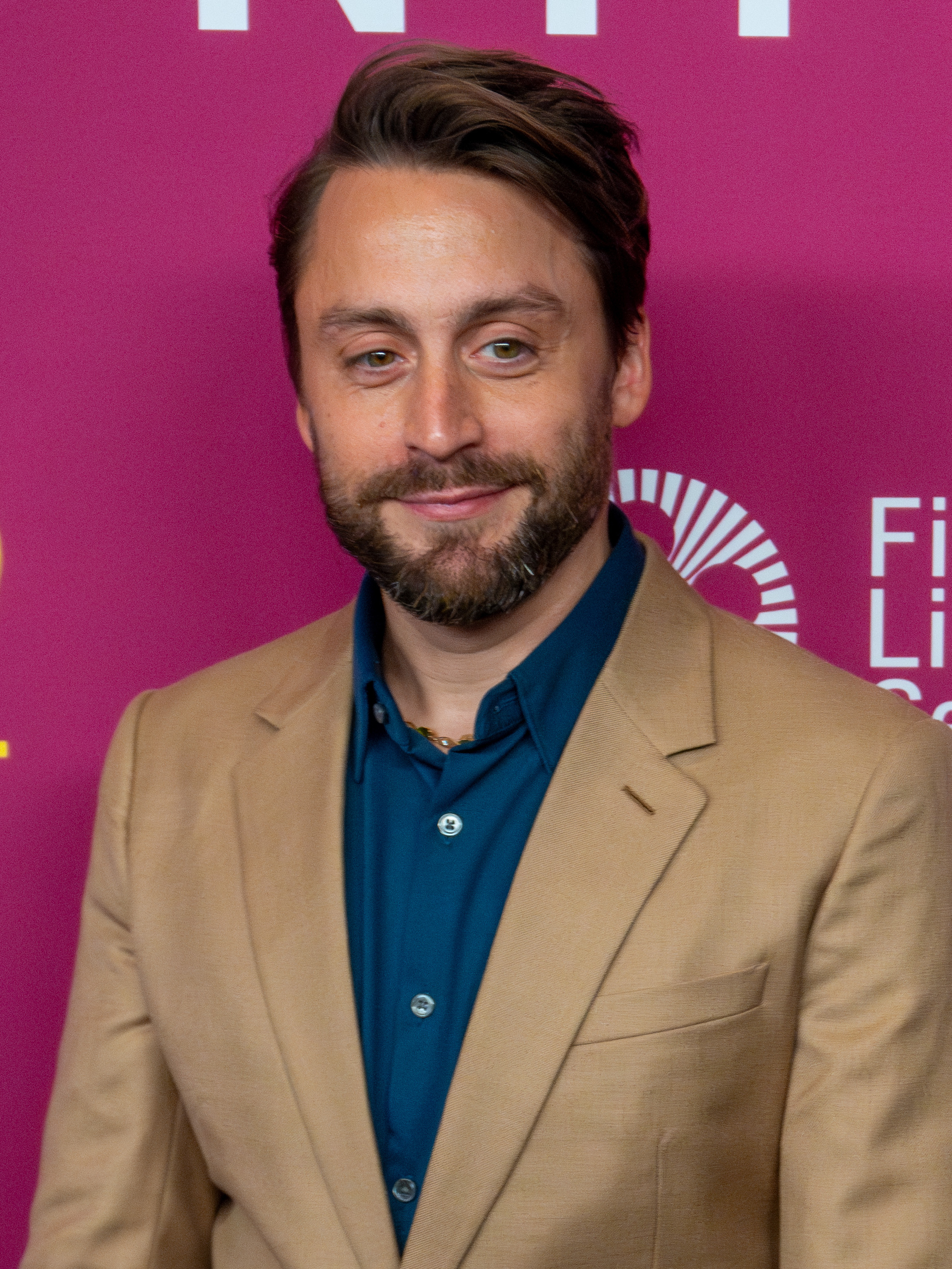
Kieran Culkin reçoit l'Oscar du meilleur acteur dans un second rôle en 2025, pour sa performance dans le film A Real Pain (2024).

Ce prix récompense le travail d'interprétation d'un acteur, jugé comme étant le meilleur de l'année écoulée, dans un film où il tient un rôle secondaire. Les nominations sont décidées par les acteurs et actrices membres de l'académie. Le lauréat est élu par tous les membres de l'académie, comme pour les autres prix.
Tout comme l'Oscar de la meilleure actrice dans un second rôle, la distinction entre un rôle principal et un rôle secondaire est à la discrétion des votants ou des publicistes qui recommandent les catégories, ce qui est quelquefois critiqué,.

## Historique
Le comédien qui à ce jour[Quand ?] détient le plus de trophées dans cette catégorie est Walter Brennan avec 3 victoires (en 1937, 1939 et 1941), suivi avec deux statuettes chacun d'Anthony Quinn (1953, 1957), Peter Ustinov (1961, 1965), Melvyn Douglas (1964, 1980), Jason Robards (1977, 1978), Michael Caine (1987, 2000), Christoph Waltz (2010, 2013) et Mahershala Ali (2017, 2019).
Trois films ont vu trois de leurs comédiens être nommés dans cette catégorie. Il s'agit de Sur les quais avec Lee J. Cobb, Karl Malden et Rod Steiger, du film Le Parrain avec James Caan, Al Pacino et Robert Duvall, et de sa suite Le Parrain 2e partie avec Robert De Niro, Michael V. Gazzo et Lee Strasberg. Seul Robert De Niro a remporté la statuette parmi tous les nommés.
Le premier acteur afro-américain nommé dans cette catégorie est Rupert Crosse pour Reivers en 1970, et le premier à remporter la statuette est Louis Gossett Jr pour Officier et Gentleman en 1983. Les récipiendaires suivants sont Denzel Washington pour Glory en 1990, Cuba Gooding Jr. pour Jerry Maguire, en 1997, Morgan Freeman pour Million Dollar Baby en 2005, Mahershala Ali pour Moonlight en 2017 ainsi que Green Book en 2019, et Daniel Kaluuya pour Judas and the Black Messiah en 2021.

## Palmarès
Note : L'année indiquée est celle de la cérémonie, récompensant les films sortis au cours de l'année précédente. Les lauréats sont indiqués en tête de chaque catégorie et en caractères gras.

### Années 1930
| Année | Acteur             | Rôle                     | Film                                                    |
| ----- | ------------------ | ------------------------ | ------------------------------------------------------- |
| 1937  | Walter Brennan     | Swan Bostrom             | Le Vandale (Come and Get It)                            |
| 1937  | Mischa Auer        | Carlo                    | Mon homme Godfrey (My Man Godfrey)                      |
| 1937  | Stuart Erwin       | Amos Dodd                | Pigskin Parade                                          |
| 1937  | Basil Rathbone     | Tybalt                   | Roméo et Juliette (Romeo and Juliet)                    |
| 1937  | Akim Tamiroff      | général Yang             | Le général est mort à l'aube (The General Died at Dawn) |
| 1938  | Joseph Schildkraut | capitaine Alfred Dreyfus | La Vie d'Émile Zola (The Life of Emile Zola)            |
| 1938  | H. B. Warner       | Chang                    | Les Horizons perdus (Lost Horizon)                      |
| 1938  | Ralph Bellamy      | Daniel 'Dan' Leeson      | Cette sacrée vérité (The Awful Truth)                   |
| 1938  | Thomas Mitchell    | Dr Kersaint              | The Hurricane                                           |
| 1938  | Roland Young       | Cosmo Topper             | Le Couple invisible (Topper)                            |
| 1939  | Walter Brennan     | Peter Goodwin            | Kentucky                                                |
| 1939  | Gene Lockhart      | Regis                    | Casbah (Algiers)                                        |
| 1939  | John Garfield      | Mickey Borden            | Rêves de jeunesse (Four Daughters)                      |
| 1939  | Basil Rathbone     | le roi Louis XI          | Le Roi des gueux (If I Were King)                       |
| 1939  | Robert Morley      | le roi Louis XVI         | Marie-Antoinette                                        |

### Années 1940
| Année | Acteur             | Rôle                                     | Film                                                              |
| ----- | ------------------ | ---------------------------------------- | ----------------------------------------------------------------- |
| 1940  | Thomas Mitchell    | le Dr Josiah Boone                       | La Chevauchée fantastique (Stagecoach)                            |
| 1940  | Brian Donlevy      | le sergent Markoff                       | Beau Geste                                                        |
| 1940  | Brian Aherne       | l'empereur Maximilien Ier                | Juarez                                                            |
| 1940  | Harry Carey        | le rôle du vice-président                | Monsieur Smith au Sénat (Mr. Smith Goes to Washington)            |
| 1940  | Claude Rains       | le sénateur Joseph Harrison Paine        | Monsieur Smith au Sénat (Mr. Smith Goes to Washington)            |
| 1941  | Walter Brennan     | le Juge Roy Bean                         | Le Cavalier du désert (The Westerner)                             |
| 1941  | Albert Bassermann  | Van Meer                                 | Correspondant 17 (Foreign Correspondent)                          |
| 1941  | Jack Oakie         | Benzino Napaloni                         | Le Dictateur (The Great Dictator)                                 |
| 1941  | James Stephenson   | Howard Joyce                             | La Lettre (The Letter)                                            |
| 1941  | William Gargan     | Joe                                      | Drôle de mariage (They Knew What They Wanted)                     |
| 1942  | Donald Crisp       | M. Morgan                                | Qu'elle était verte ma vallée (How Green Was My Valley)           |
| 1942  | James Gleason      | Max Corkle                               | Le Défunt récalcitrant (Here Comes Mr. Jordan)                    |
| 1942  | Walter Brennan     | le pasteur Rosie Pile                    | Sergent York (Sergeant York)                                      |
| 1942  | Charles Coburn     | John P. Merrick                          | Le Diable s'en mêle (The Devil and Miss Jones)                    |
| 1942  | Sydney Greenstreet | Kasper Gutman                            | Le Faucon maltais (The Maltese Falcon)                            |
| 1943  | Van Heflin         | Jeff Hartnett                            | Johnny, roi des gangsters (Johnny Eager)                          |
| 1943  | Henry Travers      | Mr Ballard                               | Madame Miniver (Mrs. Miniver)                                     |
| 1943  | Frank Morgan       | le pirate                                | Tortilla Flat                                                     |
| 1943  | William Bendix     | le soldat Aloysius K. 'Smacksie' Randall | La Sentinelle du Pacifique (Wake Island)                          |
| 1943  | Walter Huston      | Jerry Cohan                              | La Glorieuse Parade (Yankee Doodle Dandy)                         |
| 1944  | Charles Coburn     | Benjamin Dingle                          | Plus on est de fous (The More the Merrier)                        |
| 1944  | Claude Rains       | le capitaine Renault                     | Casablanca                                                        |
| 1944  | Akim Tamiroff      | Pablo                                    | Pour qui sonne le glas (For Whom the Bell Tolls)                  |
| 1944  | J. Carrol Naish    | Giuseppe                                 | Sahara                                                            |
| 1944  | Charles Bickford   | Peyramale                                | Le Chant de Bernadette (The Song of Bernadette)                   |
| 1945  | Barry Fitzgerald   | le père Fitzgibbon                       | La Route semée d'étoiles (Going My Way)                           |
| 1945  | Clifton Webb       | Waldo Lydecker                           | Laura                                                             |
| 1945  | Claude Rains       | Job Skeffington                          | Femme aimée est toujours jolie (Mr. Skeffington)                  |
| 1945  | Monty Woolley      | le colonel William G. Smollett           | Depuis ton départ (Since You Went Away)                           |
| 1945  | Hume Cronyn        | Paul Roeder                              | La Septième Croix (The Seventh Cross)                             |
| 1946  | James Dunn         | Johnny Nolan                             | Le Lys de Brooklyn (A Tree Grows in Brooklyn)                     |
| 1946  | J. Carrol Naish    | Charley Martin                           | A Medal for Benny                                                 |
| 1946  | Michael Chekhov    | le Dr Alexander 'Alex' Brulov            | La Maison du docteur Edwardes (Spellbound)                        |
| 1946  | Robert Mitchum     | le Lieutenant Bill Walker                | Les Forçats de la gloire (Story of G.I. Joe)                      |
| 1946  | John Dall          | Morgan Evans                             | Le blé est vert (The Corn Is Green)                               |
| 1947  | Harold Russell     | Homer Parrish                            | Les Plus Belles Années de notre vie (The Best Years of Our Lives) |
| 1947  | Claude Rains       | Alexander Sebastian                      | Les Enchaînés (Notorious)                                         |
| 1947  | Charles Coburn     | Alexander 'Dandy' Gow                    | Les Vertes Années (The Green Years)                               |
| 1947  | William Demarest   | Steve Martin                             | Le Roman d'Al Jolson (The Jolson Story)                           |
| 1947  | Clifton Webb       | Elliott Templeton                        | Le Fil du rasoir (The Razor's Edge)                               |
| 1948  | Edmund Gwenn       | Kris Kringle                             | Le Miracle de la 34e rue (Miracle on 34th Street)                 |
| 1948  | Robert Ryan        | Montgomery                               | Feux croisés (Crossfire)                                          |
| 1948  | Richard Widmark    | Tom Udo                                  | Le Carrefour de la mort (Kiss of Death)                           |
| 1948  | Thomas Gomez       | Pancho                                   | Et tournent les chevaux de bois (Ride the Pink Horse)             |
| 1948  | Charles Bickford   | Joseph Clancy                            | Ma femme est un grand homme (The Farmer's Daughter)               |
| 1949  | Walter Huston      | Howard                                   | Le Trésor de la Sierra Madre (The Treasure of the Sierra Madre)   |
| 1949  | Oskar Homolka      | l'oncle Chris Halverson                  | Tendresse (I Remember Mama)                                       |
| 1949  | José Ferrer        | le roi Charles VII                       | Jeanne d'Arc (Joan of Arc)                                        |
| 1949  | Charles Bickford   | Black McDonald                           | Johnny Belinda                                                    |
| 1949  | Cecil Kellaway     | Horace                                   | The Luck of the Irish                                             |

### Années 1950
| Année | Acteur             | Rôle                          | Film                                                      |
| ----- | ------------------ | ----------------------------- | --------------------------------------------------------- |
| 1950  | Dean Jagger        | le major Stovall              | Un homme de fer (Twelve O'Clock High)                     |
| 1950  | John Ireland       | Jack Burden                   | Les Fous du roi (All the King's Men)                      |
| 1950  | James Whitmore     | Kinnie                        | Bastogne (Battleground)                                   |
| 1950  | Arthur Kennedy     | Connie Kelly                  | Le Champion (Champion)                                    |
| 1950  | Ralph Richardson   | le Dr Austin Sloper           | L'Héritière (The Heiress)                                 |
| 1951  | George Sanders     | Addison De Witt               | Ève (All about Eve)                                       |
| 1951  | Jeff Chandler      | Cochise                       | La Flèche brisée (Broken Arrow)                           |
| 1951  | Edmund Gwenn       | « Skipper » Miller            | La Bonne Combine (Mister 880)                             |
| 1951  | Erich von Stroheim | Max von Mayerling             | Boulevard du crépuscule (Sunset Blvd.)                    |
| 1951  | Sam Jaffe          | « Doc » Erwin Riedenschneider | Quand la ville dort (The Asphalt Jungle)                  |
| 1952  | Karl Malden        | Harold 'Mitch' Mitchell       | Un tramway nommé Désir (A Streetcar Named Desire)         |
| 1952  | Gig Young          | Boyd Copeland                 | Feu sur le gang (Come Fill the Cup)                       |
| 1952  | Kevin McCarthy     | Biff Loman                    | Mort d'un commis voyageur (Death of a Salesman)           |
| 1952  | Leo Genn           | Pétrone                       | Quo Vadis                                                 |
| 1952  | Peter Ustinov      | Néron                         | Quo Vadis                                                 |
| 1953  | Anthony Quinn      | Eufemio Zapata                | Viva Zapata!                                              |
| 1953  | Richard Burton     | Philip Ashley                 | Ma cousine Rachel (My Cousin Rachel)                      |
| 1953  | Jack Palance       | Lester Blaine                 | Le Masque arraché (Sudden Fear)                           |
| 1953  | Arthur Hunnicutt   | Zeb Calloway                  | La Captive aux yeux clairs(The Big Sky)                   |
| 1953  | Victor McLaglen    | Will 'Red' Danaher            | L'Homme tranquille (The Quiet Man)                        |
| 1954  | Frank Sinatra      | Angelo Maggio                 | Tant qu'il y aura des hommes (From Here to Eternity)      |
| 1954  | Eddie Albert       | Irving Radovich               | Vacances romaines (Roman Holiday)                         |
| 1954  | Brandon De Wilde   | Joey Starret                  | L'Homme des vallées perdues (Shane)                       |
| 1954  | Jack Palance       | Jack Wilson                   | L'Homme des vallées perdues (Shane)                       |
| 1954  | Robert Strauss     | Stanislas Kasava              | Stalag 17                                                 |
| 1955  | Edmond O'Brien     | Oscar Muldoon                 | La Comtesse aux pieds nus (The Barefoot Contessa)         |
| 1955  | Lee J. Cobb        | Johnny Friendly               | Sur les quais (On the Waterfront)                         |
| 1955  | Karl Malden        | le père Barry                 | Sur les quais (On the Waterfront)                         |
| 1955  | Rod Steiger        | Charley Malloy                | Sur les quais (On the Waterfront)                         |
| 1955  | Tom Tully          | le commander DeVriess         | Ouragan sur le Caine (The Caine Mutiny)                   |
| 1956  | Jack Lemmon        | Ensign Pulver                 | Permission jusqu'à l'aube (Mister Roberts)                |
| 1956  | Joe Mantell        | Angie                         | Marty                                                     |
| 1956  | Arthur O'Connell   | Howard Bevans                 | Picnic                                                    |
| 1956  | Sal Mineo          | Platon                        | La Fureur de vivre (Rebel Without a Cause)                |
| 1956  | Arthur Kennedy     | Bernard 'Barney' Castle       | Le Procès (Trial)                                         |
| 1957  | Anthony Quinn      | Paul Gauguin                  | La Vie passionnée de Vincent Van Gogh (Lust for Life)     |
| 1957  | Don Murray         | Beauregard 'Bo' Decker        | Arrêt d'autobus (Bus Stop)                                |
| 1957  | Anthony Perkins    | Josh Birdwell                 | La Loi du Seigneur (Friendly Persuasion)                  |
| 1957  | Mickey Rooney      | Dooley                        | Le Brave et le Téméraire (The Bold and the Brave)         |
| 1957  | Robert Stack       | Kyle Hadley                   | Écrit sur du vent (Written on the Wind)                   |
| 1958  | Red Buttons        | Joe Kelly                     | Sayonara                                                  |
| 1958  | Vittorio De Sica   | le major Rinaldi              | L'Adieu aux armes (A Farewell to Arms)                    |
| 1958  | Arthur Kennedy     | Lucas Cross                   | Les Plaisirs de l'enfer (Peyton Place)                    |
| 1958  | Russ Tamblyn       | Norman Page                   | Les Plaisirs de l'enfer (Peyton Place)                    |
| 1958  | Sessue Hayakawa    | le colonel Saïto              | Le Pont de la rivière Kwaï (The Bridge on the River Kwai) |
| 1959  | Burl Ives          | Rufus Hannassey               | Les Grands Espaces (The Big Country)                      |
| 1959  | Arthur Kennedy     | Frank Hirsh                   | Comme un torrent (Some Came Running)                      |
| 1959  | Gig Young          | Dr Hugo Pine                  | Le Chouchou du professeur (Teacher's Pet)                 |
| 1959  | Lee J. Cobb        | Fyodor Karamazov              | Les Frères Karamazov (The Brothers Karamazov)             |
| 1959  | Theodore Bikel     | le shérif Max Mulle           | La Chaîne (The Defiant Ones)                              |

### Années 1960
| Année | Acteur             | Rôle                               | Film                                                              |
| ----- | ------------------ | ---------------------------------- | ----------------------------------------------------------------- |
| 1960  | Hugh Griffith      | Sheik Ilderim                      | Ben-Hur                                                           |
| 1960  | Arthur O'Connell   | Parnell Emmett McCarthy            | Autopsie d'un meurtre (Anatomy of a Murder)                       |
| 1960  | George C. Scott    | Claude Dancer                      | Autopsie d'un meurtre (Anatomy of a Murder)                       |
| 1960  | Ed Wynn            | M. Albert Dussell                  | Le Journal d'Anne Frank (The Diary of Anne Frank)                 |
| 1960  | Robert Vaughn      | Chester A. 'Chet' Gwynn            | Ce monde à part (The Young Philadelphians)                        |
| 1961  | Peter Ustinov      | Batiatus                           | Spartacus                                                         |
| 1961  | Sal Mineo          | Dov Landau                         | Exodus                                                            |
| 1961  | Peter Falk         | Abe 'Kid Twist' Reles              | Crime, société anonyme (Murder, Inc.)                             |
| 1961  | Chill Wills        | Beekeeper                          | Alamo (The Alamo)                                                 |
| 1961  | Jack Kruschen      | le Dr Dreyfuss                     | La Garçonnière (The Apartment)                                    |
| 1962  | George Chakiris    | Bernardo                           | West Side Story                                                   |
| 1962  | Montgomery Clift   | Rudolph Petersen                   | Jugement à Nuremberg (Judgment at Nuremberg)                      |
| 1962  | Peter Falk         | Joy Boy                            | Milliardaire pour un jour (Pocketful of Miracles)                 |
| 1962  | Jackie Gleason     | Minnesota Fats                     | L'Arnaqueur (The Hustler)                                         |
| 1962  | George C. Scott    | Bert Gordon                        | L'Arnaqueur (The Hustler)                                         |
| 1963  | Ed Begley          | Tom « Boss » Finley                | Doux oiseau de jeunesse (Sweet Bird of Youth)                     |
| 1963  | Terence Stamp      | Billy Budd                         | Billy Budd                                                        |
| 1963  | Telly Savalas      | Feto Gomez                         | Le Prisonnier d'Alcatraz (Birdman of Alcatraz)                    |
| 1963  | Omar Sharif        | le chérif Ali Ibn el Kharish       | Lawrence d'Arabie (Lawrence of Arabia)                            |
| 1963  | Victor Buono       | Edwin Flagg                        | Qu'est-il arrivé à Baby Jane ? (What Ever Happened to Baby Jane?) |
| 1964  | Melvyn Douglas     | Homer Bannon                       | Le Plus Sauvage d'entre tous (Hud)                                |
| 1964  | Bobby Darin        | le caporal Jim Tompkins            | Le Combat du capitaine Newman (Captain Newman, M.D.)              |
| 1964  | John Huston        | le cardinal Glennon                | Le Cardinal (The Cardinal)                                        |
| 1964  | Hugh Griffith      | Squire Western                     | Tom Jones                                                         |
| 1964  | Nick Adams         | Ben Brown                          | Le Motel du crime (Twilight of Honor)                             |
| 1965  | Peter Ustinov      | Arthur Simpson                     | Topkapi                                                           |
| 1965  | John Gielgud       | le roi Louis VII                   | Becket                                                            |
| 1965  | Stanley Holloway   | Alfred P. Doolittle                | My Fair Lady                                                      |
| 1965  | Edmond O'Brien     | le sénateur Raymond Clark          | Sept jours en mai (Seven Days in May)                             |
| 1965  | Lee Tracy          | le president Art Hockstader        | Que le meilleur l'emporte (The Best Man)                          |
| 1966  | Martin Balsam      | Arnold Burns                       | Des clowns par milliers (A Thousand Clowns)                       |
| 1966  | Tom Courtenay      | Pavel "Pasha" Antipov / Strelnikov | Le Docteur Jivago (Doctor Zhivago)                                |
| 1966  | Frank Finlay       | Iago                               | Othello                                                           |
| 1966  | Michael Dunn       | de Glocken                         | La Nef des fous (Ship of Fools)                                   |
| 1966  | Ian Bannen         | de « Ratbags » Crow                | Le Vol du Phœnix (The Flight of the Phoenix)                      |
| 1967  | Walter Matthau     | Willie Gingrich                    | La Grande Combine (The Fortune Cookie)                            |
| 1967  | Robert Shaw        | le roi Henri VIII                  | Un homme pour l'éternité (A Man for All Seasons)                  |
| 1967  | James Mason        | James Leamington                   | Georgy Girl                                                       |
| 1967  | Mako               | Po-Han                             | La Canonnière du Yang-Tse (The Sand Pebbles)                      |
| 1967  | George Segal       | Nick                               | Qui a peur de Virginia Woolf ? (Who's Afraid of Virginia Woolf?)  |
| 1968  | George Kennedy     | Dragline                           | Luke la main froide (Cool Hand Luke)                              |
| 1968  | Gene Hackman       | Buck Barrow                        | Bonnie et Clyde (Bonnie and Clyde)                                |
| 1968  | Michael J. Pollard | C. W. Moss                         | Bonnie et Clyde (Bonnie and Clyde)                                |
| 1968  | Cecil Kellaway     | le père Ryan                       | Devine qui vient dîner ? (Guess Who's Coming to Dinner)           |
| 1968  | John Cassavetes    | Victor P. Franko                   | Les Douze Salopards (The Dirty Dozen)                             |
| 1969  | Jack Albertson     | John Cleary                        | Trois Étrangers (The Subject Was Roses)                           |
| 1969  | Seymour Cassel     | Chet                               | Faces                                                             |
| 1969  | Jack Wild          | « The Artful Dodger »              | Oliver ! (Oliver!)                                                |
| 1969  | Daniel Massey      | Noel Coward                        | Star!                                                             |
| 1969  | Gene Wilder        | Leo Bloom                          | Les Producteurs (The Producers)                                   |

### Années 1970
| Année | Acteur                | Rôle                                     | Film                                                               |
| ----- | --------------------- | ---------------------------------------- | ------------------------------------------------------------------ |
| 1970  | Gig Young             | Rocky                                    | On achève bien les chevaux (They Shoot Horses, Don't They?)        |
| 1970  | Anthony Quayle        | le cardinal Thomas Wolsey                | Anne des mille jours (Anne of the Thousand Days)                   |
| 1970  | Elliott Gould         | Ted Henderson                            | Bob et Carole et Ted et Alice (Bob & Carol & Ted & Alice)          |
| 1970  | Jack Nicholson        | George Hanson                            | Easy Rider                                                         |
| 1970  | Rupert Crosse         | Ned McCaslin                             | Reivers (The Reivers)                                              |
| 1971  | John Mills            | Michael                                  | La Fille de Ryan (Ryan's Daughter)                                 |
| 1971  | Gene Hackman          | Gene Garrison                            | I Never Sang for My Father                                         |
| 1971  | Dan George            | « Peau de la Veille Hutte »              | Little Big Man                                                     |
| 1971  | John Marley           | Phil Cavalleri                           | Love Story                                                         |
| 1971  | Richard S. Castellano | Frank Vecchio                            | Lune de miel aux orties (Lovers and Other Strangers)               |
| 1972  | Ben Johnson           | Sam the Lion                             | La Dernière Séance (The Last Picture Show)                         |
| 1972  | Leonard Frey          | Motel Kamzoil                            | Un violon sur le toit (Fiddler on the Roof)                        |
| 1972  | Richard Jaeckel       | Joe Ben Stamper                          | Le Clan des irréductibles (Sometimes a Great Notion)               |
| 1972  | Roy Scheider          | le détective Buddy 'Cloudy' Russo        | French Connection (The French Connection)                          |
| 1972  | Jeff Bridges          | Duane Jackson                            | La Dernière Séance (The Last Picture Show)                         |
| 1973  | Joel Grey             | Emcee                                    | Cabaret                                                            |
| 1973  | James Caan            | Sonny Corleone                           | Le Parrain (The Godfather)                                         |
| 1973  | Robert Duvall         | Tom Hagen                                | Le Parrain (The Godfather)                                         |
| 1973  | Al Pacino             | Michael Corleone                         | Le Parrain (The Godfather)                                         |
| 1973  | Eddie Albert          | M. Corcoran                              | Le Brise-cœur (The Heartbreak Kid)                                 |
| 1974  | John Houseman         | le Professeur Kingsfield                 | La Chasse aux diplômes (The Paper Chase)                           |
| 1974  | Vincent Gardenia      | Dutch Schnell                            | Le Dernier Match (Bang the Drum Slowly)                            |
| 1974  | Jack Gilford          | Phil Greene                              | Sauvez le tigre (Save the Tiger)                                   |
| 1974  | Jason Miller          | le père Karras                           | L'Exorciste (The Exorcist)                                         |
| 1974  | Randy Quaid           | Marin Larry Meadows                      | La Dernière Corvée (The Last Detail)                               |
| 1975  | Robert De Niro        | Vito Corleone                            | Le Parrain 2 (The Godfather Part II)                               |
| 1975  | Michael V. Gazzo      | Frankie Pentangeli                       | Le Parrain 2 (The Godfather: Part II)                              |
| 1975  | Lee Strasberg         | Hyman Roth                               | Le Parrain 2 (The Godfather: Part II)                              |
| 1975  | Fred Astaire          | Harlee Clairborne                        | La Tour infernale (The Towering Inferno)                           |
| 1975  | Jeff Bridges          | Lightfoot, « Pied de Biche »             | Le Canardeur (Thunderbolt and Lightfoot)                           |
| 1976  | George Burns          | Al Lewis                                 | Ennemis comme avant (The Sunshine Boys)                            |
| 1976  | Chris Sarandon        | Leon Shermer                             | Un après-midi de chien (Dog Day Afternoon)                         |
| 1976  | Brad Dourif           | Billy Bibbit                             | Vol au-dessus d'un nid de coucou (One Flew Over the Cuckoo's Nest) |
| 1976  | Jack Warden           | Lester Karpf                             | Shampoo                                                            |
| 1976  | Burgess Meredith      | Harry Greener                            | Le Jour du fléau (The Day of the Locust)                           |
| 1977  | Jason Robards         | Ben Bradlee                              | Les Hommes du président (All the President's Men)                  |
| 1977  | Laurence Olivier      | le Dr Christian Szell / Christopher Hess | Marathon Man                                                       |
| 1977  | Ned Beatty            | Arthur Jensen                            | Network                                                            |
| 1977  | Burgess Meredith      | Mickey Goldmill                          | Rocky                                                              |
| 1977  | Burt Young            | Paulie Pennino                           | Rocky                                                              |
| 1978  | Jason Robards         | Dashiell Hammett                         | Julia                                                              |
| 1978  | Peter Firth           | Alan Strang                              | Equus                                                              |
| 1978  | Maximilian Schell     | Johann                                   | Julia                                                              |
| 1978  | Alec Guinness         | Obi-Wan Kenobi                           | La Guerre des étoiles (Star Wars)                                  |
| 1978  | Mikhaïl Barychnikov   | Yuri Kopeikine                           | Le Tournant de la vie (The Turning Point)                          |
| 1979  | Christopher Walken    | Nick                                     | Voyage au bout de l'enfer (The Deer Hunter)                        |
| 1979  | Richard Farnsworth    | Dodger                                   | Le Souffle de la tempête (Comes a Horseman)                        |
| 1979  | Bruce Dern            | le capitaine Bob Hyde                    | Le Retour (Coming Home)                                            |
| 1979  | Jack Warden           | Max Corkle                               | Le ciel peut attendre (Heaven Can Wait)                            |
| 1979  | John Hurt             | Max                                      | Midnight Express                                                   |

### Années 1980
| Année | Acteur                | Rôle                               | Film                                                                                |
| ----- | --------------------- | ---------------------------------- | ----------------------------------------------------------------------------------- |
| 1980  | Melvyn Douglas        | Benjamin Rand                      | Bienvenue, Mister Chance (Being There)                                              |
| 1980  | Robert Duvall         | le lieutenant-colonel Bill Kilgore | Apocalypse Now                                                                      |
| 1980  | Justin Henry          | Billy Kramer                       | Kramer contre Kramer (Kramer vs. Kramer)                                            |
| 1980  | Mickey Rooney         | Henri Dailey                       | L'Étalon noir (The Black Stallion)                                                  |
| 1980  | Frederic Forrest      | Houston Dyer                       | The Rose                                                                            |
| 1981  | Timothy Hutton        | Conrad Jarrett                     | Des gens comme les autres (Ordinary People)                                         |
| 1981  | Jason Robards         | Howard Hughes                      | Melvin and Howard                                                                   |
| 1981  | Judd Hirsch           | le Dr Berger                       | Des gens comme les autres (Ordinary People)                                         |
| 1981  | Joe Pesci             | Joey LaMotta                       | Raging Bull                                                                         |
| 1981  | Michael O'Keefe       | Ben Meechum                        | The Great Santini                                                                   |
| 1982  | John Gielgud          | Hobson                             | Arthur                                                                              |
| 1982  | Ian Holm              | Sam Musabini                       | Les Chariots de feu (Chariots of Fire)                                              |
| 1982  | James Coco            | Jimmy                              | Only When I Laugh                                                                   |
| 1982  | Howard E. Rollins Jr. | Coalhouse Walker Jr.               | Ragtime                                                                             |
| 1982  | Jack Nicholson        | Eugene O'Neill                     | Reds                                                                                |
| 1983  | Louis Gossett Jr.     | le Sergent Emil Foley              | Officier et Gentleman (An Officer and a Gentleman)                                  |
| 1983  | Charles Durning       | le gouverneur                      | La Cage aux poules (The Best Little Whorehouse in Texas)                            |
| 1983  | James Mason           | Ed Concannon                       | Le Verdict (The Verdict)                                                            |
| 1983  | John Lithgow          | Roberta Muldoon                    | Le Monde selon Garp (The World According to Garp)                                   |
| 1983  | Robert Preston        | Carroll 'Toddy' Todd               | Victor Victoria                                                                     |
| 1984  | Jack Nicholson        | Garrett Breedlove                  | Tendres Passions (Terms of Endearment)                                              |
| 1984  | Rip Torn              | Marsh Turner                       | Marjorie (Cross Creek)                                                              |
| 1984  | John Lithgow          | Sam Burns                          | Tendres Passions (Terms of Endearment)                                              |
| 1984  | Sam Shepard           | Chuck Yeager                       | L'Étoffe des héros (The Right Stuff)                                                |
| 1984  | Charles Durning       | le colonel SS Earhart              | To Be or Not to Be                                                                  |
| 1985  | Haing S. Ngor         | Dith Pran                          | La Déchirure (The Killing Fields)                                                   |
| 1985  | Adolph Caesar         | M / sergent Waters                 | A Soldier's Story                                                                   |
| 1985  | Ralph Richardson      | le 6e comte de Greystoke           | Greystoke, la légende de Tarzan (Greystoke: The Legend of Tarzan, Lord of the Apes) |
| 1985  | John Malkovich        | Mr. Will                           | Les Saisons du cœur (Places in the Heart)                                           |
| 1985  | Pat Morita            | M. Kesuke Miyagi                   | Karaté Kid (The Karate Kid)                                                         |
| 1986  | Don Ameche            | Art Selwyn                         | Cocoon                                                                              |
| 1986  | Robert Loggia         | Sam Ransom                         | À double tranchant (Jagged Edge)                                                    |
| 1986  | Klaus Maria Brandauer | le baron Bror Blixen               | Out of Africa                                                                       |
| 1986  | William Hickey        | Don Corrado Prizzi                 | L'Honneur des Prizzi (Prizzi's Honor)                                               |
| 1986  | Eric Roberts          | Buck                               | Runaway Train                                                                       |
| 1987  | Michael Caine         | Elliot                             | Hannah et ses sœurs (Hannah and Her Sisters)                                        |
| 1987  | Denholm Elliott       | Mr. Emerson                        | Chambre avec vue (A Room with a View)                                               |
| 1987  | Dennis Hopper         | Shooter                            | Le Grand Défi (Hoosiers)                                                            |
| 1987  | Tom Berenger          | le sergent-chef Bob Barnes         | Platoon                                                                             |
| 1987  | Willem Dafoe          | le sergent Elias Grodin            | Platoon                                                                             |
| 1988  | Sean Connery          | Jim Malone                         | Les Incorruptibles (The Untouchables)                                               |
| 1988  | Albert Brooks         | Aaron Altman                       | Broadcast News                                                                      |
| 1988  | Denzel Washington     | Steve Biko                         | Cry Freedom                                                                         |
| 1988  | Vincent Gardenia      | Cosmo Castorini                    | Éclair de lune (Moonstruck)                                                         |
| 1988  | Morgan Freeman        | Fast Black                         | La Rue (Street Smart)                                                               |
| 1989  | Kevin Kline           | Otto                               | Un poisson nommé Wanda (A Fish Called Wanda)                                        |
| 1989  | Alec Guinness         | William Dorrit                     | La Petite Dorrit (Little Dorrit)                                                    |
| 1989  | Dean Stockwell        | Tony 'The Tiger' Russo             | Veuve mais pas trop (Married to the Mob)                                            |
| 1989  | River Phoenix         | Danny Pope                         | À bout de course (Running on Empty)                                                 |
| 1989  | Martin Landau         | Abe Karatz                         | Tucker (Tucker: The Man and His Dream)                                              |

### Années 1990
| Année | Acteur              | Rôle                        | Film                                                  |
| ----- | ------------------- | --------------------------- | ----------------------------------------------------- |
| 1990  | Denzel Washington   | Trip                        | Glory                                                 |
| 1990  | Marlon Brando       | Ian McKenzie                | Une saison blanche et sèche (A Dry White Season)      |
| 1990  | Martin Landau       | Judah Rosenthal             | Crimes et délits (Crimes and Misdemeanors)            |
| 1990  | Danny Aiello        | Sal                         | Do the Right Thing                                    |
| 1990  | Dan Aykroyd         | Boolie Werthan              | Miss Daisy et son chauffeur (Driving Miss Daisy)      |
| 1991  | Joe Pesci           | Tommy DeVito                | Les Affranchis (Goodfellas)                           |
| 1991  | Graham Greene       | « Oiseau Bondissant »       | Danse avec les loups (Dances with Wolves)             |
| 1991  | Al Pacino           | Big Boy Caprice             | Dick Tracy                                            |
| 1991  | Bruce Davison       | David                       | Un compagnon de longue date (Longtime Companion)      |
| 1991  | Andy Garcia         | Vincent Mancini             | Le Parrain 3 (The Godfather: Part III)                |
| 1992  | Jack Palance        | Curly                       | La Vie, l'Amour, les Vaches (City Slickers)           |
| 1992  | Michael Lerner      | Jack Lipnick                | Barton Fink                                           |
| 1992  | Harvey Keitel       | Mickey Cohen                | Bugsy                                                 |
| 1992  | Ben Kingsley        | Meyer Lansky                | Bugsy                                                 |
| 1992  | Tommy Lee Jones     | Clay Shaw                   | JFK                                                   |
| 1993  | Gene Hackman        | 'Little Bill' Daggett       | Impitoyable (Unforgiven)                              |
| 1993  | Jack Nicholson      | le colonel Nathan R. Jessep | Des hommes d'honneur (A Few Good Men)                 |
| 1993  | Al Pacino           | Ricky Roma                  | Glengarry (Glengarry Glen Ross)                       |
| 1993  | David Paymer        | Stan                        | Mr. Saturday Night                                    |
| 1993  | Jaye Davidson       | Dil                         | The Crying Game                                       |
| 1994  | Tommy Lee Jones     | Samuel Gerard               | Le Fugitif (The Fugitive)                             |
| 1994  | John Malkovich      | Mitch Leary                 | Dans la ligne de mire (In the Line of Fire)           |
| 1994  | Pete Postlethwaite  | Giuseppe Conlon             | Au nom du père (In the Name of the Father)            |
| 1994  | Ralph Fiennes       | Amon Göth                   | La Liste de Schindler (Schindler's List)              |
| 1994  | Leonardo DiCaprio   | Arnie Grape                 | Gilbert Grape (What's Eating Gilbert Grape)           |
| 1995  | Martin Landau       | Bela Lugosi                 | Ed Wood                                               |
| 1995  | Chazz Palminteri    | Cheech                      | Coups de feu sur Broadway (Bullets Over Broadway)     |
| 1995  | Gary Sinise         | le lieutenant Dan Taylor    | Forrest Gump                                          |
| 1995  | Samuel L. Jackson   | Jules Winnfield             | Pulp Fiction                                          |
| 1995  | Paul Scofield       | Mark Van Doren              | Quiz Show                                             |
| 1996  | Kevin Spacey        | Roger « Verbal » Kint       | Usual Suspects (The Usual Suspects)                   |
| 1996  | James Cromwell      | Arthur Hoggett              | Babe, le cochon devenu berger (Babe)                  |
| 1996  | Ed Harris           | Gene Kranz                  | Apollo 13                                             |
| 1996  | Brad Pitt           | Jeffrey Goines              | L'Armée des douze singes (Twelve Monkeys)             |
| 1996  | Tim Roth            | Archibald Cunningham        | Rob Roy                                               |
| 1997  | Cuba Gooding Jr.    | Rod Tidwell                 | Jerry Maguire                                         |
| 1997  | William H. Macy     | Jerry Lundegaard            | Fargo                                                 |
| 1997  | Armin Mueller-Stahl | Peter Helfgott              | Shine                                                 |
| 1997  | Edward Norton       | Aaron Stampler              | Peur primale (Primal Fear)                            |
| 1997  | James Woods         | Byron De La Beckwith        | Les Fantômes du passé (Ghosts of Mississippi)         |
| 1998  | Robin Williams      | Sean McGuire                | Will Hunting (Good Will Hunting)                      |
| 1998  | Robert Forster      | Max Cherry                  | Jackie Brown                                          |
| 1998  | Anthony Hopkins     | John Quincy Adams           | Amistad                                               |
| 1998  | Greg Kinnear        | Simon Bishop                | Pour le pire et pour le meilleur (As Good as It Gets) |
| 1998  | Burt Reynolds       | Jack Horner                 | Boogie Nights                                         |
| 1999  | James Coburn        | Glen Whitehouse             | Affliction                                            |
| 1999  | Robert Duvall       | Jerome Facher               | Préjudice (A Civil Action)                            |
| 1999  | Ed Harris           | Christof                    | The Truman Show                                       |
| 1999  | Geoffrey Rush       | Philip Henslowe             | Shakespeare in Love                                   |
| 1999  | Billy Bob Thornton  | Jacob Mitchell              | Un plan simple (A Simple Plan)                        |

### Années 2000
| Année | Acteur                 | Rôle                            | Film |
| ----- | ---------------------- | ------------------------------- | --- |
| 2000  | Michael Caine          | le Dr Wilbur Larch              | L'Œuvre de Dieu, la part du Diable (The Cider House Rules)                                                        |
| 2000  | Tom Cruise             | Frank T.J. Mackey               | Magnolia |
| 2000  | Michael Clarke Duncan  | John Coffey                     | La Ligne verte (The Green Mile)                                                                                   |
| 2000  | Jude Law               | Dickie Greenleaf                | Le Talentueux Mr Ripley (The Talented Mr. Ripley)                                                                 |
| 2000  | Haley Joel Osment      | Cole Sear                       | Sixième Sens (The Sixth Sense)                                                                                    |
| 2001  | Benicio del Toro       | Javier Rodriguez                | Traffic |
| 2001  | Jeff Bridges           | le président Jackson Evans      | Manipulations (The Contender)                                                                                     |
| 2001  | Willem Dafoe           | Max Schreck / comte Orlok       | L'Ombre du vampire (Shadow of the Vampire)                                                                        |
| 2001  | Albert Finney          | Ed Masry                        | Erin Brockovich, seule contre tous (Erin Brockovich)                                                              |
| 2001  | Joaquin Phoenix        | l'empereur Commode              | Gladiator |
| 2002  | Jim Broadbent          | John Bayley                     | Iris |
| 2002  | Ethan Hawke            | Jake Hoyt                       | Training Day |
| 2002  | Ben Kingsley           | Don Logan                       | Sexy Beast |
| 2002  | Ian McKellen           | Gandalf                         | Le Seigneur des anneaux : La Communauté de l'anneau (The Lord of the Rings: The Fellowship of the Ring)           |
| 2002  | Jon Voight             | Howard Cosell                   | Ali |
| 2003  | Chris Cooper           | John Laroche                    | Adaptation |
| 2003  | Ed Harris              | Richard Brown                   | The Hours |
| 2003  | Paul Newman            | John Rooney                     | Les Sentiers de la perdition (Road to Perdition)                                                                  |
| 2003  | John C. Reilly         | Amos Hart                       | Chicago |
| 2003  | Christopher Walken     | Frank Abagnale Sr.              | Arrête-moi si tu peux (Catch Me If You Can)                                                                       |
| 2004  | Tim Robbins            | Dave Boyle                      | Mystic River |
| 2004  | Alec Baldwin           | Shelly Kaplow                   | Lady Chance (The Cooler)                                                                                          |
| 2004  | Benicio del Toro       | Jack Jordan                     | 21 Grammes (21 Grams)                                                                                             |
| 2004  | Djimon Hounsou         | Mateo                           | In America |
| 2004  | Ken Watanabe           | Katsumoto                       | Le Dernier Samouraï (The Last Samurai)                                                                            |
| 2005  | Morgan Freeman         | Eddie Scrap-Iron Dupris         | Million Dollar Baby                                                                                               |
| 2005  | Alan Alda              | le sénateur Ralph Owen Brewster | Aviator (The Aviator)                                                                                             |
| 2005  | Thomas Haden Church    | Jack                            | Sideways |
| 2005  | Jamie Foxx             | Max                             | Collatéral (Collateral)                                                                                           |
| 2005  | Clive Owen             | Larry                           | Closer, entre adultes consentants (Closer)                                                                        |
| 2006  | George Clooney         | Bob Barnes                      | Syriana |
| 2006  | Matt Dillon            | l'officier Ryan                 | Collision (Crash)                                                                                                 |
| 2006  | Paul Giamatti          | Joe Gould                       | De l'ombre à la lumière (Cinderella Man)                                                                          |
| 2006  | Jake Gyllenhaal        | Jack Twist                      | Le Secret de Brokeback Mountain (Brokeback Mountain)                                                              |
| 2006  | William Hurt           | Richie Cusack                   | A History of Violence                                                                                             |
| 2007  | Alan Arkin             | Edwin Hoover                    | Little Miss Sunshine                                                                                              |
| 2007  | Jackie Earle Haley     | Ronnie J. McGorvey              | Little Children                                                                                                   |
| 2007  | Djimon Hounsou         | Solomon Vandy                   | Blood Diamond |
| 2007  | Eddie Murphy           | James 'Thunder' Early           | Dreamgirls |
| 2007  | Mark Wahlberg          | le sergent Sean Dignam          | Les Infiltrés (The Departed)                                                                                      |
| 2008  | Javier Bardem          | Anton Chigurh                   | No Country for Old Men                                                                                            |
| 2008  | Casey Affleck          | Robert Ford                     | L'Assassinat de Jesse James par le lâche Robert Ford (The Assassination of Jesse James by the Coward Robert Ford) |
| 2008  | Philip Seymour Hoffman | Gust Avrakotos                  | La Guerre selon Charlie Wilson (Charlie Wilson's War)                                                             |
| 2008  | Hal Holbrook           | Ron Franz                       | Into the Wild |
| 2008  | Tom Wilkinson          | Arthur Edens                    | Michael Clayton                                                                                                   |
| 2009  | Heath Ledger           | le Joker                        | The Dark Knight : Le Chevalier noir (The Dark Knight, à titre posthume)                                           |
| 2009  | Josh Brolin            | Dan White                       | Harvey Milk (Milk)                                                                                                |
| 2009  | Robert Downey Jr.      | Kirk Lazarus                    | Tonnerre sous les tropiques (Tropic Thunder)                                                                      |
| 2009  | Philip Seymour Hoffman | le père Brendan Flynn           | Doute (Doubt) |
| 2009  | Michael Shannon        | John Givings                    | Les Noces rebelles (Revolutionary Road)                                                                           |

### Années 2010
| Année | Acteur                 | Rôle                    | Film                                                                                        |
| ----- | ---------------------- | ----------------------- | ------------------------------------------------------------------------------------------- |
| 2010  | Christoph Waltz        | le colonel Hans Landa   | Inglourious Basterds                                                                        |
| 2010  | Matt Damon             | Francois Pienaar        | Invictus                                                                                    |
| 2010  | Woody Harrelson        | le capitaine Tony Stone | The Messenger                                                                               |
| 2010  | Christopher Plummer    | Léon Tolstoï            | The Last Station                                                                            |
| 2010  | Stanley Tucci          | George Harvey           | Lovely Bones (Lovely Bones)                                                                 |
| 2011  | Christian Bale         | Dicky Eklund            | Fighter (The Fighter)                                                                       |
| 2011  | John Hawkes            | Teardrop                | Winter's Bone                                                                               |
| 2011  | Jeremy Renner          | James Coughlin          | The Town                                                                                    |
| 2011  | Mark Ruffalo           | Paul                    | Tout va bien, The Kids Are All Right (The Kids Are All Right)                               |
| 2011  | Geoffrey Rush          | Lionel Logue            | Le Discours d'un roi (The King's Speech)                                                    |
| 2012  | Christopher Plummer    | Hal                     | Beginners                                                                                   |
| 2012  | Kenneth Branagh        | Sir Laurence Olivier    | My Week with Marilyn                                                                        |
| 2012  | Jonah Hill             | Peter Brandt            | Le Stratège (Moneyball)                                                                     |
| 2012  | Nick Nolte             | Paddy Conlon            | Warrior                                                                                     |
| 2012  | Max von Sydow          | le locataire            | Extrêmement fort et incroyablement près (Extremely Loud and Incredibly Close)               |
| 2013  | Christoph Waltz        | Dr King Schultz         | Django Unchained                                                                            |
| 2013  | Alan Arkin             | Lester Siegel           | Argo                                                                                        |
| 2013  | Robert De Niro         | Pat Solitano Sr         | Happiness Therapy (Silver Linings Playbook)                                                 |
| 2013  | Philip Seymour Hoffman | Lancaster Dodd          | The Master                                                                                  |
| 2013  | Tommy Lee Jones        | Thaddeus Stevens        | Lincoln                                                                                     |
| 2014  | Jared Leto             | Rayon                   | Dallas Buyers Club                                                                          |
| 2014  | Barkhad Abdi           | Abduwali Muse           | Capitaine Phillips (Captain Phillips)                                                       |
| 2014  | Bradley Cooper         | Richie DiMaso           | American Bluff (American Hustle)                                                            |
| 2014  | Michael Fassbender     | Edwin Epps              | Twelve Years a Slave                                                                        |
| 2014  | Jonah Hill             | Donnie Azoff            | Le Loup de Wall Street (The Wolf of Wall Street)                                            |
| 2015  | J. K. Simmons          | Terence Fletcher        | Whiplash                                                                                    |
| 2015  | Robert Duvall          | le juge Joseph Palmer   | Le Juge (The Judge)                                                                         |
| 2015  | Ethan Hawke            | Mason Sr.               | Boyhood                                                                                     |
| 2015  | Edward Norton          | Mike Shiner             | Birdman                                                                                     |
| 2015  | Mark Ruffalo           | Dave Schultz            | Foxcatcher                                                                                  |
| 2016  | Mark Rylance           | Rudolf Abel             | Le Pont des espions (Bridge of Spies)                                                       |
| 2016  | Christian Bale         | Michael Burry           | The Big Short : Le Casse du siècle (The Big Short)                                          |
| 2016  | Tom Hardy              | John Fitzgerald         | The Revenant                                                                                |
| 2016  | Mark Ruffalo           | Michael Rezendes        | Spotlight                                                                                   |
| 2016  | Sylvester Stallone     | Rocky Balboa            | Creed : L'Héritage de Rocky Balboa (Creed)                                                  |
| 2017  | Mahershala Ali         | Juan                    | Moonlight                                                                                   |
| 2017  | Jeff Bridges           | Marcus Hamilton         | Comancheria (Hell or High Water)                                                            |
| 2017  | Lucas Hedges           | Patrick Chandler        | Manchester by the Sea                                                                       |
| 2017  | Dev Patel              | Saroo Brierley          | Lion                                                                                        |
| 2017  | Michael Shannon        | Bobby Andes             | Nocturnal Animals                                                                           |
| 2018  | Sam Rockwell           | Jason Dixon             | Three Billboards : Les Panneaux de la vengeance (Three Billboards Outside Ebbing, Missouri) |
| 2018  | Willem Dafoe           | Bobby Hicks             | The Florida Project                                                                         |
| 2018  | Woody Harrelson        | Chief Bill Willoughby   | Three Billboards : Les Panneaux de la vengeance (Three Billboards Outside Ebbing, Missouri) |
| 2018  | Richard Jenkins        | Giles                   | La Forme de l'eau (The Shape of Water)                                                      |
| 2018  | Christopher Plummer    | J. Paul Getty           | Tout l'argent du monde (All the Money in the World)                                         |
| 2019  | Mahershala Ali         | Don Shirley             | Green Book : Sur les routes du sud                                                          |
| 2019  | Adam Driver            | Flip Zimmerman          | BlacKkKlansman : J'ai infiltré le Ku Klux Klan (BlacKkKlansman)                             |
| 2019  | Sam Elliott            | Bobby Maine             | A Star Is Born                                                                              |
| 2019  | Richard E. Grant       | Jack Hock               | Les Faussaires de Manhattan (Can You Ever Forgive Me?)                                      |
| 2019  | Sam Rockwell           | George W. Bush          | Vice                                                                                        |

### Années 2020
| Année | Acteur            | Rôle                         | Film                                                        |
| ----- | ----------------- | ---------------------------- | ----------------------------------------------------------- |
| 2020  | Brad Pitt         | Cliff Booth                  | Once Upon a Time… in Hollywood                              |
| 2020  | Tom Hanks         | Fred Rogers                  | Un ami extraordinaire (A Beautiful Day in the Neighborhood) |
| 2020  | Anthony Hopkins   | le pape Benoît XVI           | Les Deux Papes (The Two Popes)                              |
| 2020  | Al Pacino         | James Riddle « Jimmy » Hoffa | The Irishman                                                |
| 2020  | Joe Pesci         | Russell Bufalino             | The Irishman                                                |
| 2021  | Daniel Kaluuya    | Fred Hampton                 | Judas and the Black Messiah                                 |
| 2021  | Sacha Baron Cohen | Abbie Hoffman                | Les Sept de Chicago (Trial of the Chicago 7)                |
| 2021  | Leslie Odom Jr.   | Sam Cooke                    | One Night in Miami                                          |
| 2021  | Paul Raci         | Joe                          | Sound of Metal                                              |
| 2021  | Lakeith Stanfield | William O’Neal               | Judas and the Black Messiah                                 |
| 2022  | Troy Kotsur       | Franck Rossi                 | Coda                                                        |
| 2022  | Ciarán Hinds      | Pop                          | Belfast                                                     |
| 2022  | Jesse Plemons     | George Burbank               | The Power of the Dog                                        |
| 2022  | J.K. Simmons      | William Frawley              | Hollywood 1953 (Being the Ricardos)                         |
| 2022  | Kodi Smit-McPhee  | Peter Gordon                 | The Power of the Dog                                        |
| 2023  | Ke Huy Quan       | Waymond Wang                 | Everything Everywhere All at Once                           |
| 2023  | Brendan Gleeson   | Colm Doherty                 | Les Banshees d'Inisherin                                    |
| 2023  | Brian Tyree Henry | James                        | Causeway                                                    |
| 2023  | Judd Hirsch       | Boris Schildkrau             | The Fabelmans                                               |
| 2023  | Barry Keoghan     | Dominic Kearney              | Les Banshees d'Inisherin                                    |
| 2024  | Robert Downey Jr. | Lewis Strauss                | Oppenheimer                                                 |
| 2024  | Sterling K. Brown | Clifford « Cliff » Ellison   | Fiction à l'américaine                                      |
| 2024  | Robert De Niro    | William King Hale            | Killers of the Flower Moon                                  |
| 2024  | Ryan Gosling      | Ken                          | Barbie                                                      |
| 2024  | Mark Ruffalo      | Duncan Wedderburn            | Pauvres Créatures                                           |
| 2025  | Kieran Culkin     | Benji Kaplan                 | A Real Pain                                                 |
| 2025  | Iouri Borissov    | Igor                         | Anora                                                       |
| 2025  | Edward Norton     | Pete Seeger                  | Un parfait inconnu (A Complete Unknown)                     |
| 2025  | Guy Pearce        | Harrison Lee Van Buren Sr    | The Brutalist                                               |
| 2025  | Jeremy Strong     | Roy Cohn                     | The Apprentice                                              |

## Récompenses et nominations multiples

### Nominations multiples
4 : Walter Brennan, Jeff Bridges, Robert Duvall, Arthur Kennedy, Jack Nicholson, Al Pacino, Claude Rains, Mark Ruffalo
3 : Charles Bickford, Charles Coburn, Willem Dafoe, Robert de Niro, Gene Hackman, Ed Harris, Philip Seymour Hoffman, Tommy Lee Jones, Martin Landau, Edward Norton, Jack Palance, Joe Pesci, Christopher Plummer, Jason Robards, Peter Ustinov, Gig Young
2 : Eddie Albert, Mahershala Ali, Alan Arkin, Christian Bale, Michael Caine, Lee J. Cobb, Melvyn Douglas, Robert Downey Jr, Charles Durning, Peter Falk, Morgan Freeman, Vincent Gardenia, John Gielgud, Hugh Griffith, Judd Hirsch, Alec Guinness, Edmund Gwenn, Woody Harrelson, Ethan Hawke, Jonah Hill, Anthony Hopkins, Djimon Hounsou, Walter Huston, Cecil Kellaway, Ben Kingsley, John Lithgow, Karl Malden, John Malkovich, James Mason, Burgess Meredith, Sal Mineo, Thomas Mitchell, J. Carrol Naish, Edmond O'Brien, Arthur O'Connell, Brad Pitt, Anthony Quinn, Basil Rathbone, Ralph Richardson, Sam Rockwell, Mickey Rooney, Geoffrey Rush, George C. Scott, Michael Shannon, J.K. Simmons, Akim Tamiroff, Benicio del Toro, Christopher Walken, Christoph Waltz, Jack Warden, Denzel Washington, Clifton Webb

### Récompenses multiples
3 / 4 : Walter Brennan
2 / 3 : Jason Robards, Peter Ustinov
2 / 2 : Mahershala Ali, Michael Caine, Melvyn Douglas, Anthony Quinn, Christoph Waltz

## Lauréats par nationalité
Les Oscars se déroulant aux États-Unis, ils sont le reflet de l'industrie cinématographique hollywoodienne, et la majorité des lauréats sont américains. Cependant, plusieurs acteurs vainqueurs de l'Oscar du meilleur acteur dans un second rôle sont d'origine étrangère :
- Allemagne : Christoph Waltz (germano-autrichien)
- Australie : Heath Ledger
- Autriche : Joseph Schildkraut, Christoph Waltz (germano-autrichien)
- Canada : Christopher Plummer
- Cambodge : Haing S. Ngor
- Espagne : Javier Bardem
- Irlande : Barry Fitzgerald
- Mexique : Anthony Quinn
- Porto Rico : Benicio del Toro
- Royaume-Uni : Christian Bale, Jim Broadbent, Michael Caine, Sean Connery, Donald Crisp, John Gielgud, Hugh Griffith, Edmund Gwenn, Daniel Kaluuya, John Mills, Mark Rylance, George Sanders, Peter Ustinov
- Viêt Nam: Ke Huy Quan (nationalité américaine)